# Szkolna skala ocen
Szkolna skala ocen – system ocen, które w edukacji służą do wyrażenia stopnia stanu wiedzy uczniów.
Istnieje bardzo wiele różnych systemów skali ocen w różnych krajach, nawet w różnych regionach tego samego kraju. Obok ocen liczbowych istnieje także system ocen opisowych. Stopnie mogą być opisane literami (np. A, B, C, D, E lub F), zakresem (np. 4.0 – 1.0), jako liczba z możliwych ogółem (np. 20 punktów na 100 możliwych), w formie przysłówka (np. doskonale, świetnie, zadowalająco), przymiotnika (np. celujący, dobry, dostateczny), w procentach, jako średnia ocen GPA (Grade Point Average).
W Unii Europejskiej w programach wymiany studentów między uczelniami różnych krajów Komisja Europejska zaleciła stosowanie jako skali uzupełniającej skali ocen ECTS, opartej na statystyce grup studentów, co ułatwia transfer ocen.

## Skale ocen w różnych państwach

### Europa
- Polska – w oświacie począwszy od klasy IV szkoły podstawowej oceny roczne wyrażane są w stopniach:
  - stopień celujący – 6 (celujący),
  - stopień bardzo dobry – 5 (bardzo dobry),
  - stopień dobry – 4 (dobry),
  - stopień dostateczny – 3 (dostateczny),
  - stopień dopuszczający – 2 (dopuszczający),
  - stopień niedostateczny – 1 (niedostateczny)

W ocenianiu bieżącym i śródrocznym nie ma ogólnie przyjętych stopni, reguluje to statut szkoły. Większość szkół stosuje w ocenianiu bieżącym stopnie wzorowane na obowiązującej dawnej skali liczbowej 1 – 6, z możliwością stosowania dodatkowych plusów i minusów. Stosowana jest też skala punktowa, a za drobne aktywności inne formy oceniania np. plusy. W szkole wyższej obowiązuje skala złożona z 4 stopni, tj. od 2 do 5; przy czym ocena 2 jest oceną negatywną (stopień niedostateczny); stosuje się też oceny 3+ i 4+.
Niezależnie od skali stopniowej stosuje się ocenę w formie przymiotnika określającego rodzaj zachowania. Oceny z zachowania (od najlepszej do najgorszej; nie ocenia się zachowania w szkole policealnej, dla dorosłych i wyższej): wzorowe, bardzo dobre, dobre, poprawne, nieodpowiednie, naganne.
- Niemcy – najgorszą oceną jest 6, a najlepszą 1, która jest oceną sehr gut, czyli bardzo dobrą. Dodatkowym stopniem między niedostatecznym (ungenügend) a dopuszczającym (ausreichend) jest mangelhaft (mierny)[3].
- Francja – stosowana jest skala, w której oceny przyjmują wartości między 0 a 20, gdzie 0 jest oceną najgorszą, a 20 najlepszą. Oceny poniżej 10 są ocenami niezaliczającymi, jednakże w niektórych sytuacjach możliwe jest zaliczenie etapu nauki, jeśli oceny negatywne mogą zostać wystarczająco zrównoważone ocenami pozytywnymi.
- Słowacja – na studiach obowiązuje skala pięciostopniowa od „A” do „E”, przy czym A (ačko) jest oceną bardzo dobrą, a E – najgorszą. Przy szkołach podstawowych i średnich skala od 1 (najlepsza) do 5 (najgorsza).
- Rosja – obowiązuje skala 5-stopniowa.
- Ukraina – obowiązuje skala 12-stopniowa.
- Mołdawia, Białoruś, Holandia[potrzebny przypis], Litwa i Łotwa – obowiązuje skala 10-stopniowa.
- Belgia – obowiązuje skala 10-stopniowa, jednak 6 to ocena umiarkowana, a oceny 5> to oceny negatywne. Na uniwersytetach obowiązuje system francuski[potrzebny przypis].
- Dania – obowiązuje skala od -3 do 12.

### Ameryka Północna
- Stany Zjednoczone – stosowana jest pięciostopniowa skala ocen, z tym że zamiast cyfr stosuje się litery od A do D i F. Najlepszą oceną jest A+, a najgorszą, niezaliczającą, F.
- Kanada – stosowane są różne warianty skali ocen oparte głównie na skali literowo-procentowej od A do F. Na przykład w Ontario A (>79% wiedzy), B (70–79%), C (60–69%), D (50–59%) i E lub F (poniżej 49%). Na uniwersytetach stosuje się skalę rozszerzoną o plusy i minusy przy literach. W szkołach podstawowych dla uczniów z dysfunkcjami (np. dysleksja) stosuje się przy stopniu oznaczenie M, oznaczające modyfikację programu nauczania.

### Azja
- Chiny – w prawie 1000 uniwersytetów i koledżów obowiązuje system literowo-procentowy. A – Wspaniale (A: 90–100%, A-: 85–89%), B Dobrze (B:80–84%, B-:75–79%), C: Dostatecznie (C:70–74%, C-:65–69%), D: Zaliczone (60–64%), F: Niezaliczone (0–59%). Równolegle stosuje się prostszy system określający, czy uczeń zdał, czy nie zdał, określany znakami 合格 / 不合格 (hégé / bùhégé). Nie dołącza się do niego opisu procentowego.
- Indie – na uniwersytetach stosuje się skalę procentową: powyżej 80% – najlepsza ocena, 60–80% to „pierwszy przedział”, 40–60% – „drugi przedział”.